# 沈學
沈學（？—？），字勤甫，號復吾，南直隸常州府無錫縣人，明朝政治人物。

## 生平
萬曆十年（1582年）壬午科應天鄉試第三名舉人，魁《書經》，二十三年（1595年）任泰州學正，好獎進後學，政績卓著。